# Stanisław Matzke

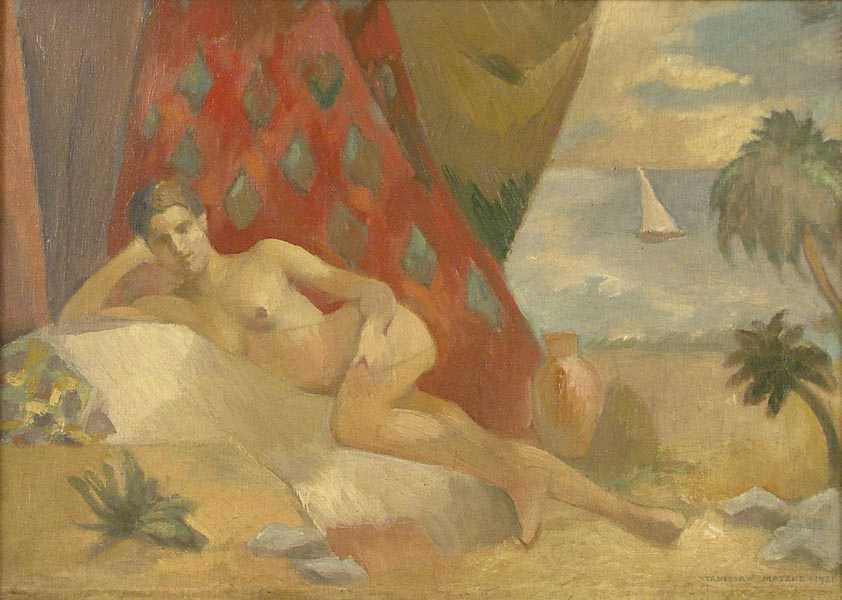
Nach dem Bade von Stanisław Matzke

Stanisław Matzke (* 27. März 1870 in Krakau; † 10. Oktober 1949 in Lemberg) war ein polnischer Maler, Grafiker und Kunstpädagoge.
Er war als Sohn des Malers Franciszek Matzke geboren.
In den Jahren von 1890 bis 1893 und von 1897 bis 1898 studierte Matzke an der Akademie der Bildenden Künste Krakau unter der Leitung von Jacek Malczewski.
Am 2. Mai 1899 trat er in die Malklasse der Königlichen Akademie der Bildenden Künste in München ein; studierte bei Nikolaus Gysis.
Danach unternahm er Studienreisen nach Italien, Spanien und Afrika.
Seit 1911 war er als Zeichenlehrer in den Realschulen von Lemberg und Stanisławów tätig.
Von 1912 bis 1914 gab er in Lemberg und von 1922 bis 1926 in Warschau (nach eigener Ausgabe und grafischer Gestaltung) die Zeitschrift „Kształt i Barwa“ („Form und Farbe“) heraus, die der Kunsterziehung gewidmet war.
Ab 1928 unterrichtete er Porträtmalerei im Atelier des Lemberger Verbandes Polnischer Künstlerinnen.
Er malte hauptsächlich impressionistische Landschaften, Landschaften von Lemberg und der Region Lemberg, Eindrücke von Reisen in Nordafrika und Spanien (1928–1930), sowie figurale Kompositionen im Stil des Jugendstils und des Impressionismus, Porträts, Tier- und Vogelbilder, Stillleben, dekorative religiöse Gemälde.
Er bevorzugte die Temperatechnik, schuf Zeichnungen mit Kreide und Kohle.
Stanisław Matzke gab eine Reihe von Handbüchern für Zeichenunterricht aus.
Nach dem Zweiten Weltkrieg verzichtete er wegen seines Alters auf eine Übersiedlung nach Nachkriegspolen und blieb sein Leben lang in Lemberg.